# Circonscription de Dera
La circonscription de Dera est une des 177 circonscriptions législatives de l'État fédéré Oromia (en Éthiopie), elle se situe dans la Zone Arsi. Son représentant actuel est Juneydi Sado Chiri.